# Kawanishi E7K
El Kawanishi E7K, denominado Alf por los Aliados, fue un hidroavión japonés de reconocimiento durante la Segunda Guerra Mundial. La producción alcanzó un total de aproximadamente 533 unidades. La designación de la Armada Imperial Japonesa era Hidroavión de reconocimiento de la Armada Tipo 94 (九四式水上偵察機?).

## Historial
Construido en respuesta a la  propuesta de la Armada Imperial Japonesa 7-Shi para sustituir al Kawanishi E5K, cuyo comportamiento había sido decepcionante, el E7K se enfrentó a la propuesta de Aichi, el AB-6, resultando vencedor en las pruebas realizadas. El E7K era un biplano monomotor triplaza, con las cabinas en tándem y las alas de igual envergadura.
El prototipo empleaba un motor Hiro Tipo 91 en configuración W con 500 hp de potencia, que hacía girar una hélice bipala. Al poco de entrar en servicio, los E7K1 recibieron una versión mejorada del motor capaz de entregar 600 hp, 750 al despegue, con una hélice de cuatro palas. La sustitución del motor Hiro por un Mitsubishi Zuisei radial llevó a la redesignación E7K2, con una mejora en las prestaciones debido a la mayor potencia del nuevo motor.
Apreciado por sus tripulaciones debido a su comportamiento tanto en el aire como en el mar, los E7K1 fueron relegados a tareas de entrenamiento cuando comenzaron a entrar en servicio los E7K2, que estuvieron en primera línea de combate hasta principios de 1943, realizando misiones antisubmarinas, de escolta, patrulla y reconocimiento, limitándose a partir de ese año a tareas de entrenamiento y enlace.
A finales de la guerra, gran parte de los aparatos supervivientes fueron empleados en misiones suicidas kamikaze.
Es destacable que los E7K sirvieron como nodriza para lanzar los aviones-blanco radiocontrolados Yokosuka MXY-3 y Yokosuka MXY-4.

## Variantes

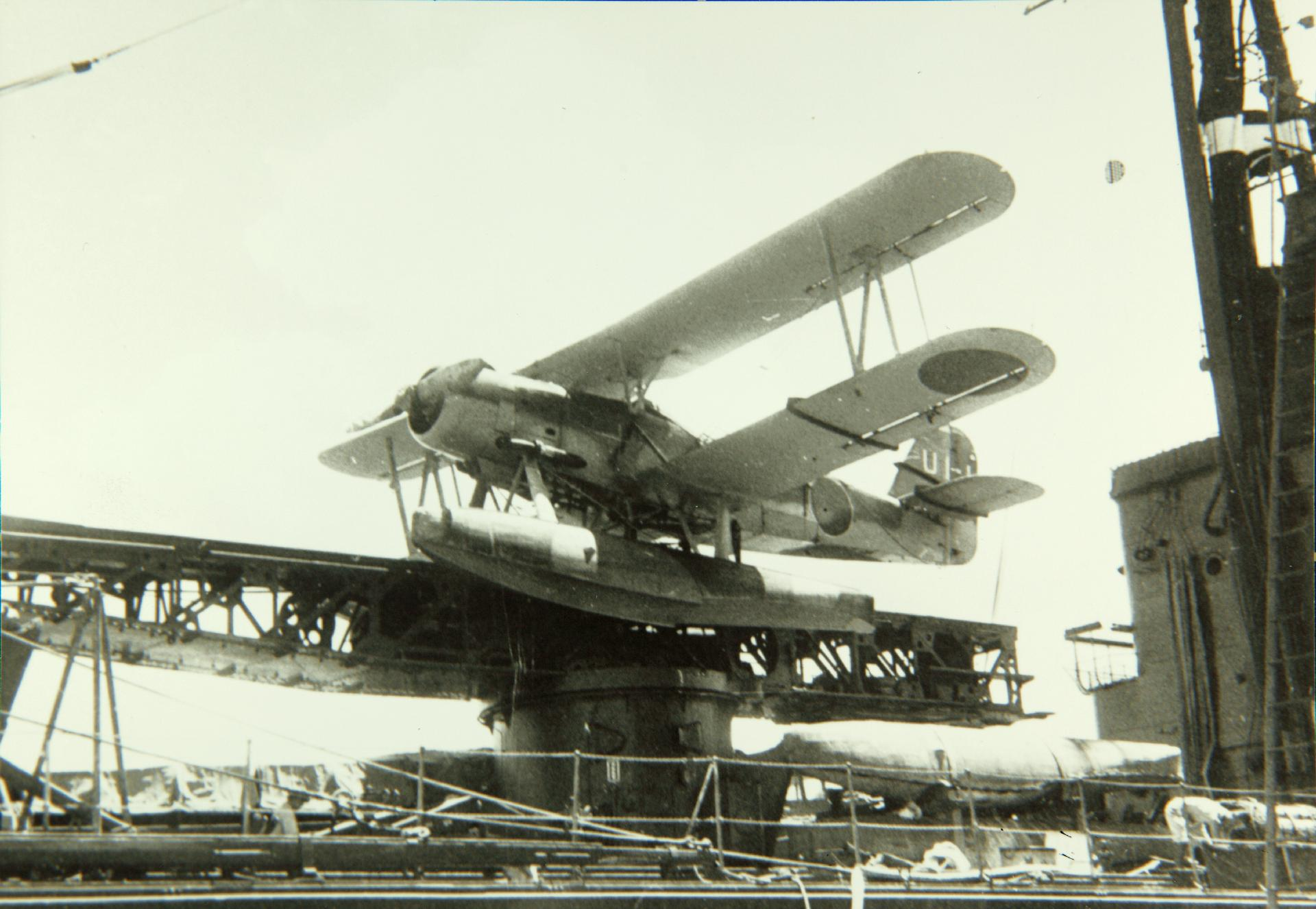
Un Kawanishi E7K1 sobre una catapulta tipo III instalada a bordo del crucero Abukuma

E7K1
Versión inicial de producción. 183 unidades construidas.
E7K2
Versión mejorada equipada con un motor Mitsubishi Zuisei 11 de 870 hp. Alrededor de 350 unidades construidas.

## Especificaciones (E7K2)
Referencia datos: The Hamlyn Concise Guide to Axis Aircraft of World War II

### Características generales
- Tripulación: 3
- Longitud: 10,5 m
- Envergadura: 14 m
- Altura: 4,85 m
- Superficie alar: 43,6 m²
- Peso vacío: 2100 kg
- Peso cargado: 3300 kg
- Planta motriz: 1× motor radial Mitsubishi Zuisei 11.
  - Potencia: 870 hp 649 kW

### Rendimiento
- Velocidad máxima operativa (Vno): 275 km/h
- Alcance: km
- Radio de acción: km
- Alcance en combate: km
- Alcance en ferry: km
- Techo de vuelo: 7060 m

### Armamento
- Ametralladoras:  Tres ametralladoras Tipo 92 de 7,70 mm, una de tiro frontal y dos en posiciones dorsal y ventral en las cabinas posteriores
- Bombas: Cuatro de 30 kg o dos de 60 kg en soportes ventrales

### Aeronaves similares
- Arado Ar 95
- Curtiss SOC Seagull
- Fairey Seafox

### Secuencias de designación
←  E4N • E5K • E7K • E8N • E11A →

### Listas relacionadas
- Anexo:Hidroaviones y aviones anfibios
- Anexo:Aviones de la Armada Imperial Japonesa